# Ruusa
Ruusa är en ort i Estland. Den ligger i Räpina kommun och landskapet Põlvamaa, i den sydöstra delen av landet, 210 km sydost om huvudstaden Tallinn. Ruusa ligger 46 meter över havet och antalet invånare är 217.
Terrängen runt Ruusa är mycket platt. Runt Ruusa är det glesbefolkat, med 8 invånare per kvadratkilometer. Närmaste större samhälle är Räpina, 11,4 km nordost om Ruusa. I omgivningarna runt Ruusa växer i huvudsak blandskog.